# NEEMO

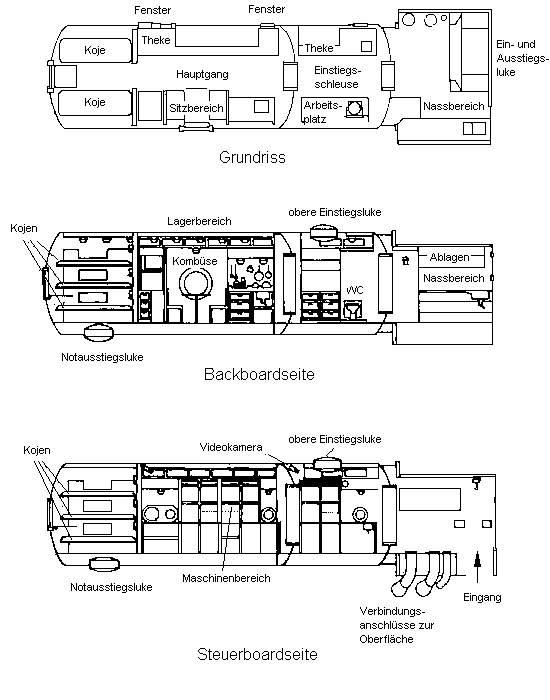
Aufbau von Aquarius

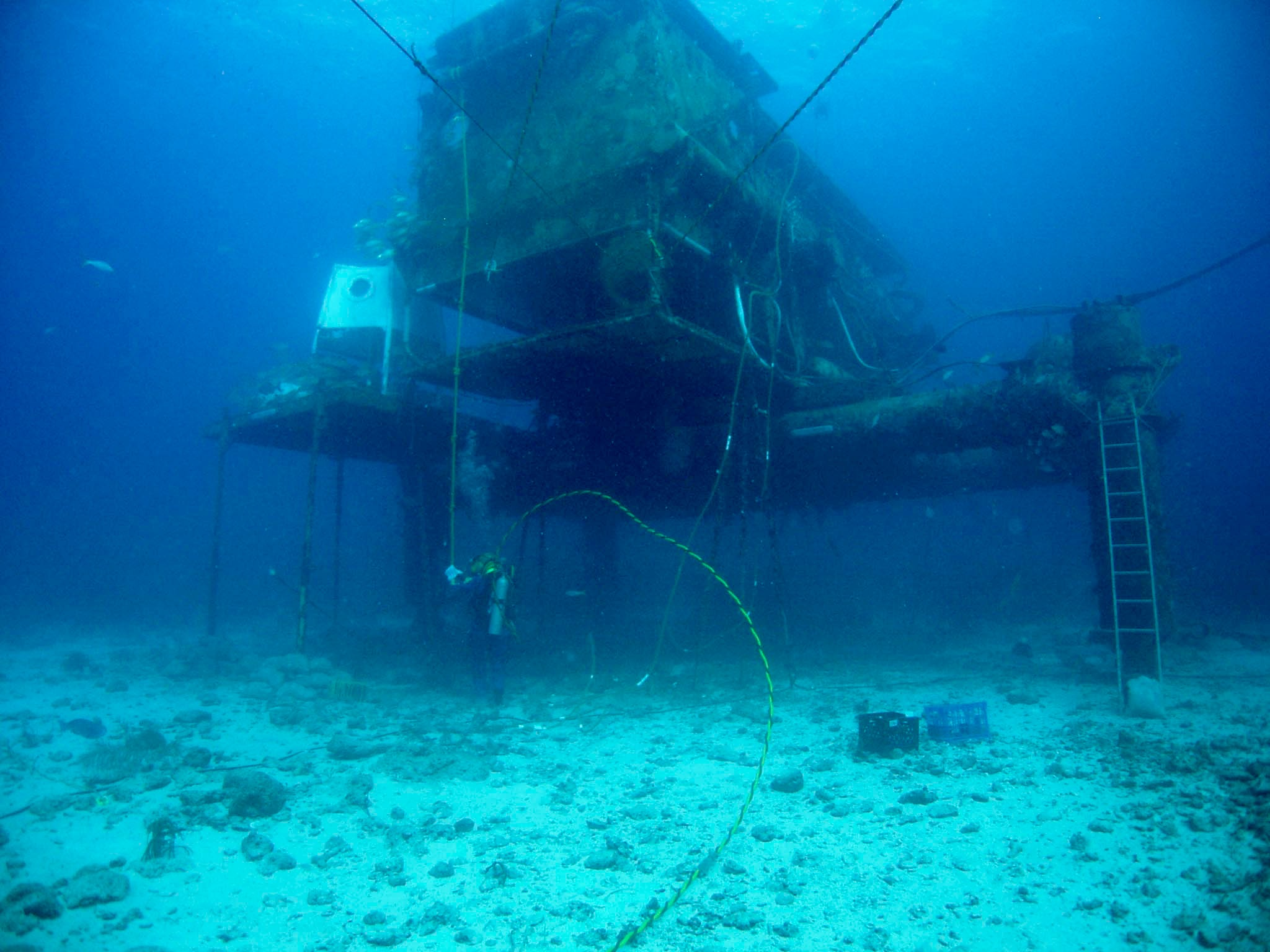
Außenansicht von Aquarius

NEEMO (englisch NASA Extreme Environment Mission Operations) ist ein Forschungsprogramm der National Aeronautics and Space Administration (NASA), in dem das Leben auf einer Raumstation in einem Unterwasserlabor (Aquarius) der NOAA simuliert wird. Die Aquarius bietet dabei eine ähnliche Umgebung wie die Internationale Raumstation (ISS). So entspricht zum Beispiel die Größe des Aquarius-Habitats etwa der Größe des Swesda-Moduls der ISS.
Aquarius ist die weltweit einzige wissenschaftliche Unterwasserforschungseinrichtung dieser Art.

## Aquarius

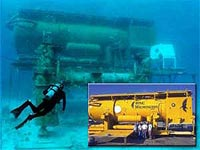
Aquarius an Land und im Wasser vor Key Largo

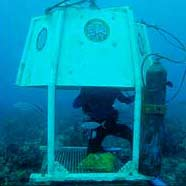
Die Luftglocke Pinnacle

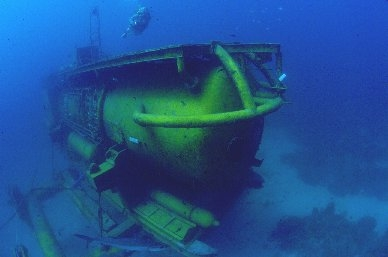
Aquarius

Das Unterwasserlaboratorium Aquarius wurde 1986 in Victoria (Texas) gebaut und zunächst vor den Amerikanischen Jungferninseln ausgesetzt, später aber an den jetzigen Standort im Florida Keys National Marine Sanctuary, gelegen vor Key Largo (Florida Keys), umgesetzt. Das Laboratorium – 13 m lang und 6 m hoch, mit einem Innendurchmesser von 2,7 m – liegt 5,6 km vor der Küste in einer Tiefe von 19 m neben großen Korallenriffen. Der Lebensraum der Aquarius befindet sich in 15 m Tiefe und ist über einer auf dem Grund eingelassenen Platte fixiert. Der atmosphärische Druck in der Aquarius ist etwa 2,5 Mal höher als auf Meereshöhe. Damit entspricht der Druck in der Aquarius dem des umgebenden Wassers und der Haupteingang zum Habitat kann zum Meer offen bleiben.
Aquarius ist ein Projekt der National Oceanic and Atmospheric Administration (NOAA) und wird vom NOAA Undersea Research Center (NURC) an der University of North Carolina in Wilmington im Rahmen des NOAA Undersea Research Program (NURP) durchgeführt.
Die Besatzung der Aquarius besteht aus vier NASA-Astronauten (genannt Aquanauten) und zwei Technikern des NURC, die für den technischen Betrieb der Aquarius zuständig sind. Die Besatzung bleibt bis zu 18 Tagen in dem Habitat. Zwei weitere Mitarbeiter bilden die Wachmannschaft (Watch Desk) auf Key Largo. Ihre Aufgabe ist die Koordinierung der Aufgaben und Abläufe in dem Habitat. Die Funktion der Wachmannschaft entspricht der Funktion des Mission Control Center der NASA.
In der Nähe des Habitats befinden sich die beiden Aufenthaltsplätze Pinnacle und Gazebo. Es handelt sich dabei um Luftglocken, an denen sich der Aquanaut bei einem Tauchvorgang ohne eigenes Atemgerät aufhalten kann.

## Missionen

### NEEMO 1
Zeitraum: 21. bis 27. Oktober 2001
Besatzung:
NASA-Aquanauten
- Mike Gernhardt
- Mike López-Alegría

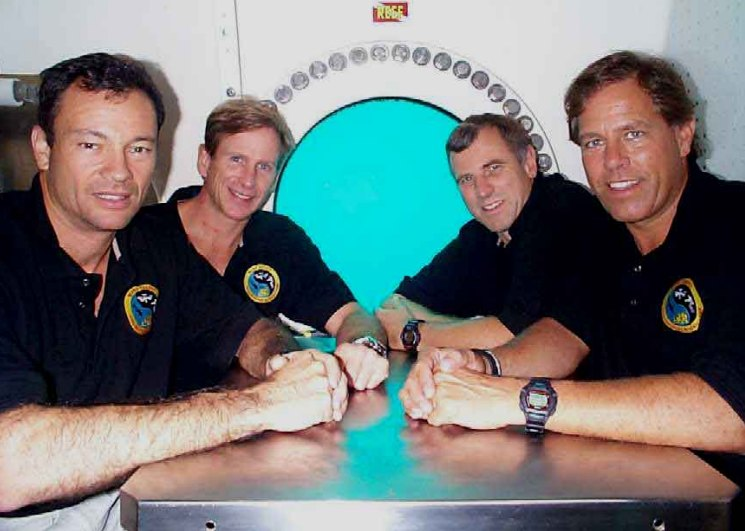
Besatzung der Mission NEEMO 1

- Bill Todd, United Space Alliance im JSC
- Dave Williams, Canadian Space Agency

NURC-Habitat-Techniker
- Mark Hulsbeck
- Ryan Snow

### NEEMO 2
Zeitraum: 13. bis 20. Mai 2002
Besatzung:
NASA-Aquanauten
- Mike Fincke
- Marc Reagen
- Dan Tani
- Sunita Williams

NURC-Habitat-Techniker
- Thor Dunmire
- Ryan Snow

### NEEMO 3
Zeitraum: 15. bis 21. Juli 2002
Besatzung:
NASA-Aquanauten
- Greg Chamitoff
- Jonathan Dory, SPACEHAB Inc., für Habitability and Environmental Factors Office der NASA
- Danny Olivas
- Jeff Williams

NURC-Habitat-Techniker
- Byron Croker
- Michael Smith

### NEEMO 4
Zeitraum: 23. bis 27. September 2002
Besatzung:
NASA-Aquanauten
- Paul Sean Hill
- Scott Kelly
- Jessica Meir
- Rex Walheim

NURC-Habitat-Techniker
- James Talacek
- Ryan Snow

### NEEMO 5
Zeitraum: 16. bis 29. Juni 2003
Besatzung:
NASA-Aquanauten
- Clayton Anderson
- Emma Hwang
- Garrett Reisman
- Peggy Whitson

NURC-Habitat-Techniker
- James Talacek
- Ryan Snow

Ziel der Mission war es, die Lebensbedingungen ähnlich denen in einer Raumstation im Orbit zu erforschen, sowie die Entwicklung von Methoden und Geräten zur Kommunikation über größere Entfernungen zwischen Astronauten während einer Außenbordtätigkeit mit der Raumstation.
Weitere Aufgaben betrafen die Teambildung, das zwischenmenschliche, sowie das Führungsverhalten.
Während des Aufenthalts in der Schwerelosigkeit kann es zu verschiedenen physischen und psychischen Veränderungen kommen. Die Mannschaft von NEEMO 5 unternahm dazu zwölf Experimente und erforschte dabei die Auswirkung auf den Schlaf und das Immunsystem sowie das Wachstum von Bakterien. Zudem wurden drahtlose medizinische Beobachtungs- und Kontrollinstrumente getestet und ernährungswissenschaftliche Studien durchgeführt.
Des Weiteren wurde ein Gerät für zukünftige Außenbordtätigkeiten im Weltraum getestet mit dem Stickstoffblasen im Blut festgestellt werden können und so rechtzeitig vor der Dekompressionskrankheit warnen kann.

### NEEMO 6
Zeitraum: 12. bis 21. Juli 2004
Besatzung:
NASA-Aquanauten
- John Herrington
- Nicholas Patrick
- Doug Wheelock
- Tara Ruttley

NURC-Habitat-Techniker
- Craig Cooper
- Joseph March

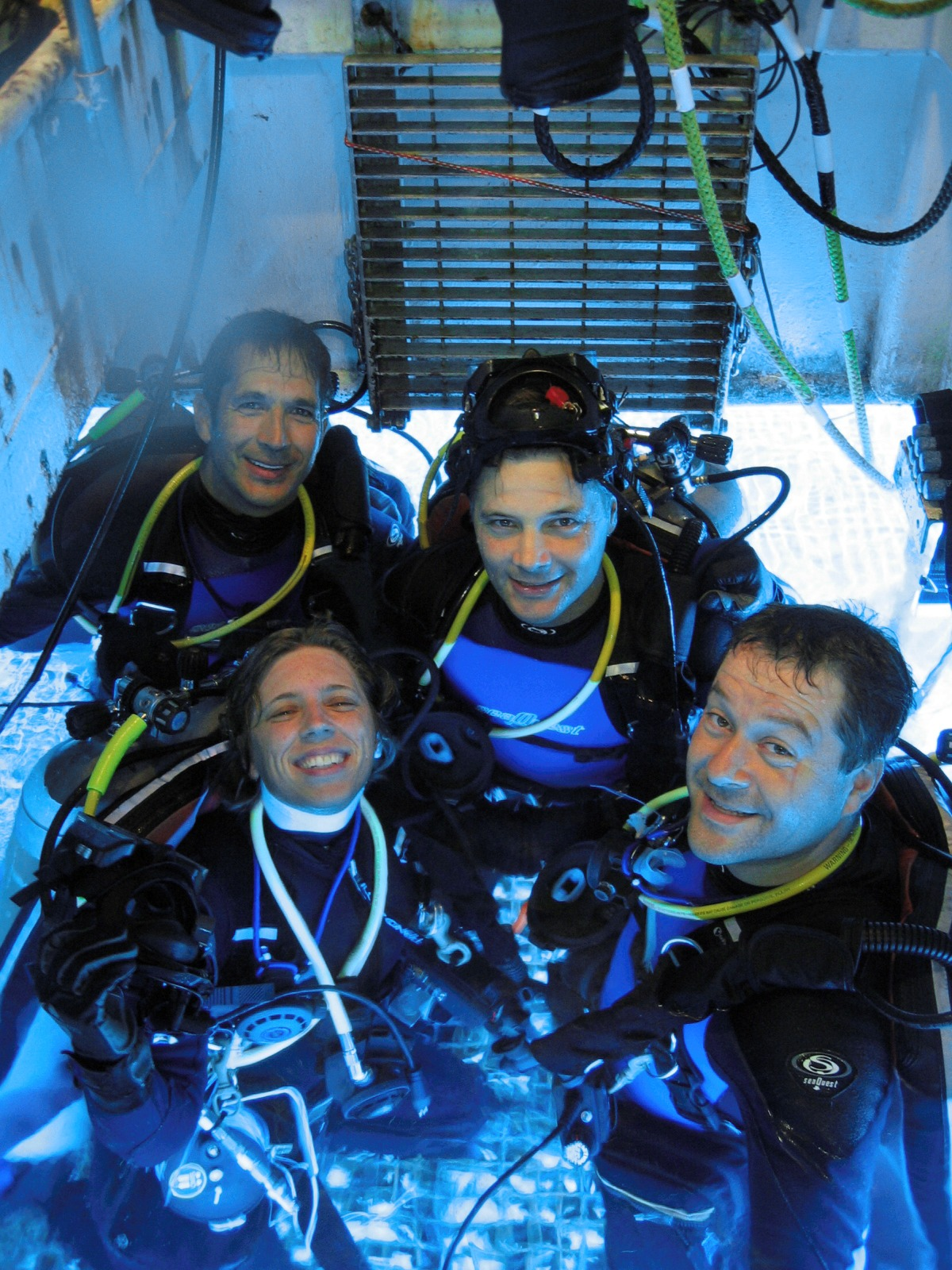
Mannschaft NEEMO 6

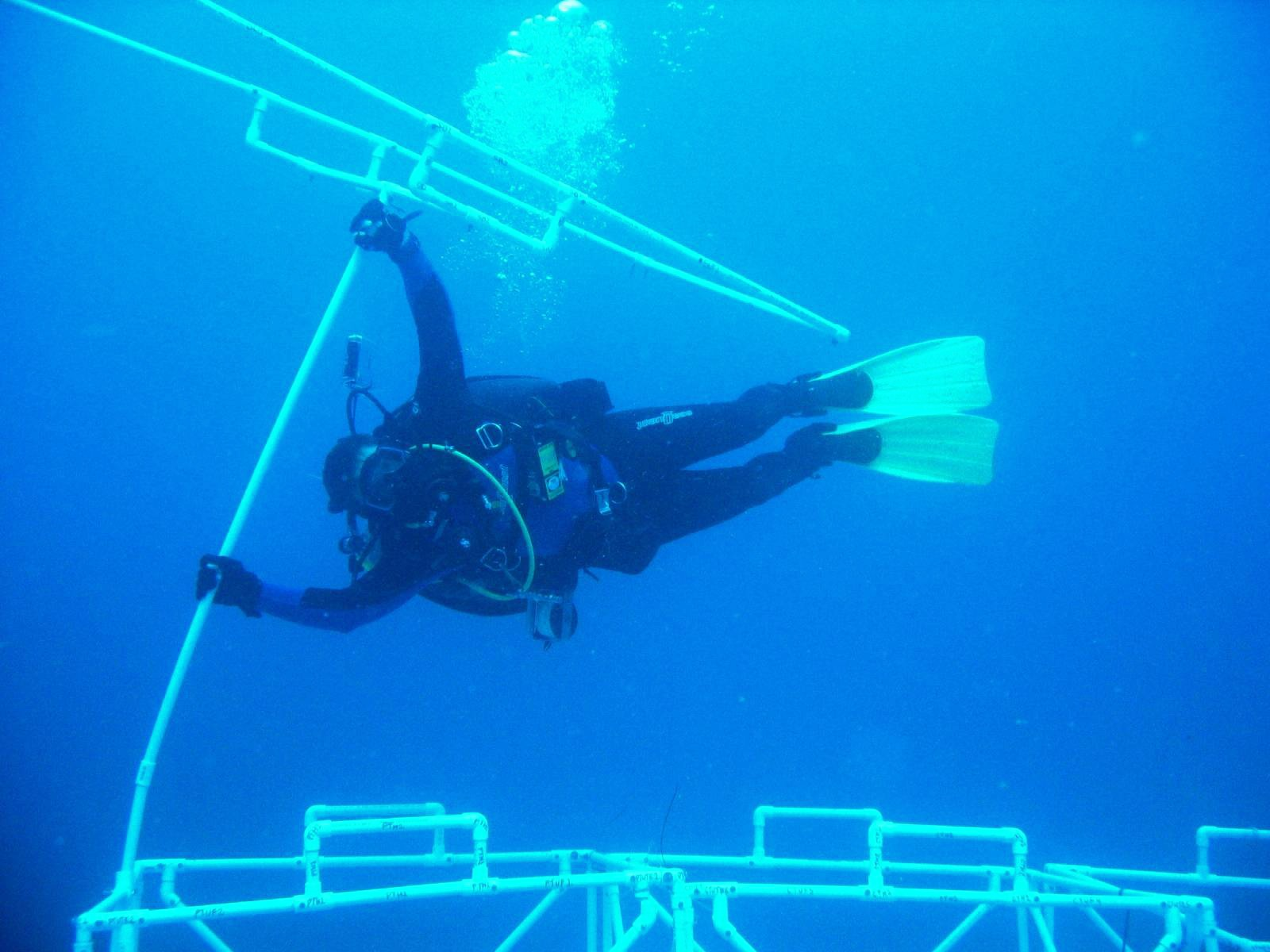
Aquanauten errichten Strukturen

Die zehntägige Mission widmete sich der biomedizinischen Forschung. Die biomedizinische Abteilung des Johnson Space Centers erforschte während dieser Mission die Auswirkungen der Schwerelosigkeit auf die Physiologie des Menschen. Es sollte die Tauglichkeit verschiedener medizinischer Apparaturen für die Raumfahrt nachgewiesen werden.
Weitere Ziele von NEEMO 6 waren, die Besatzung einer echten Missionserfahrung in einer extremen Umgebung auszusetzen und damit für zukünftige Raumflüge vorzubereiten. So wurden von den Aquanauten Strukturen, ähnlich denen der ISS, unter Wasser errichtet.

### NEEMO 7
Zeitraum: 11. bis 21. Oktober 2004
Besatzung:
NASA-Aquanauten
- Bob Thirsk
- Cady Coleman
- Mike Barratt
- Craig McKinley

NURC-Habitat-Techniker
- Craig Cooper
- Joe March

Ziel dieser Mission war es, medizinische und chirurgische Ferndiagnose- und Fernroboter-Technologien in einer extremen Umgebung zu testen. Die Tests wurden für zukünftige, längere Raumflüge (geplante Flüge zum Mond und zum Mars) und für den Aufenthalt auf der ISS benötigt.

### NEEMO 8
Zeitraum: 20. bis 22. April 2005
Besatzung:
NASA-Aquanauten
- Michael Gernhardt
- John Olivas
- Scott Kelly
- Monika Schultz

NURC-Habitat-Techniker
- Craig Cooper
- Joe March

### NEEMO 9
Zeitraum: 3. bis 20. April 2006
Besatzung:
NASA-Aquanauten
- Dave Williams
- Nicole Stott
- Ron Garan
- Tim Broderick

NURC-Habitat-Techniker
- Jim Buckley
- Ross Hein

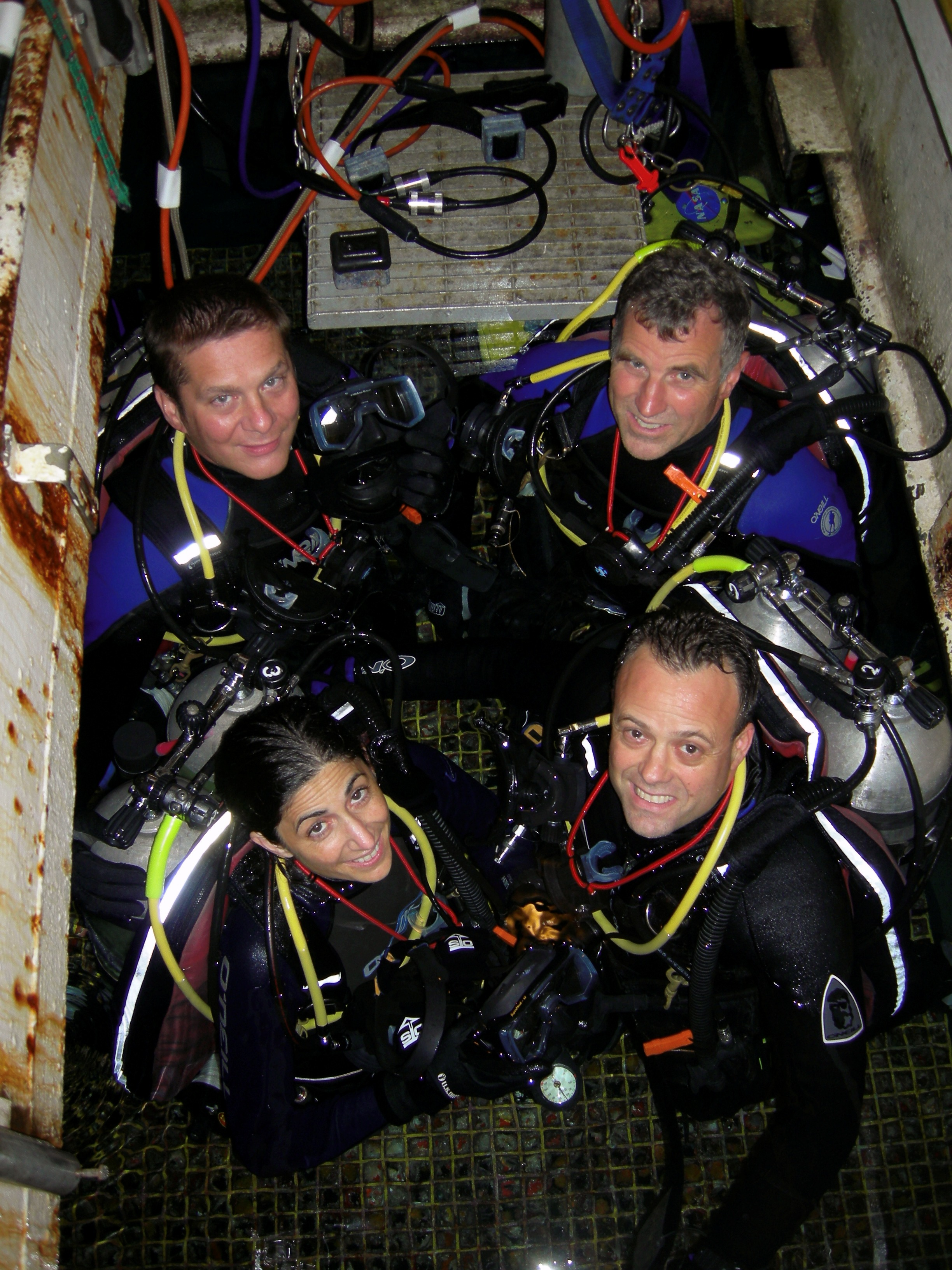
Mannschaft von NEEMO 9

Während dieser Mission wurden medizinische Verfahren zur Ferndiagnose, Fernmonitoring und Fernchirurgie getestet. Diese Verfahren werden für zukünftige Flüge zum Mond oder Mars oder auch in Notfällen auf der ISS benötigt. Außerdem unternahmen die Aquanauten Ausflüge auf dem Meeresboden. Sie benutzten dabei hochentwickelte Atemhelme und Gewichte um die Anziehungskraft des Mondes zu simulieren.

### NEEMO 10
Zeitraum: 22. bis 28. Juli 2006
Besatzung:
NASA-Aquanauten
- Koichi Wakata
- Drew Feustel
- Karen Nyberg
- Karen Kohanowich

NURC-Habitat-Techniker
- Mark Hulsbeck
- Dominic Landucci

Aufgabe dieser Mission war die Vorbereitung auf zukünftige Flüge zum Mond und Mars. Dabei wurden Konzepte zur Bewegung geprüft und dabei mit beschwerten Rucksäcken die Anziehungskraft von Mond oder Mars simuliert. Außerdem wurden Kommunikationstechniken sowie die Verwendung und Navigation von ferngesteuerten Robotern auf der Oberfläche des Mondes geprüft.

### NEEMO 11
Zeitraum: 16. bis 22. September 2006
Besatzung:
NASA-Aquanauten
- Sandra Magnus
- Timothy Kopra
- TJ Creamer
- Robert Behnken

NURC-Habitat-Techniker
- Roger Garcia
- Larry Ward

Die Aquanauten testeten unter Wasser die Beweglichkeit mit verschiedenen Raumanzügen und imitierten dabei die Mondanziehungskraft mit zusätzlichen Gewichten. Außerdem wurden neue Kommunikations- und Navigationstechniken getestet. Weitere Aufgaben waren die Prüfung von Methoden zum Sammeln von geologischen Proben sowie der Bau und die Verwendung von ferngesteuerten Robotern.

### NEEMO 12
Zeitraum: 7. bis 17. Mai 2007
Besatzung:
NASA-Aquanauten
- Heidemarie Stefanyshyn-Piper
- Jose Hernandez
- Josef Schmid
- Timothy Broderick

NURC-Habitat-Techniker
- James Talacek
- Dominic Landucci

### NEEMO 13
Zeitraum: 6. bis 15. August 2007
Besatzung:
NASA-Aquanauten
- Nicholas Patrick
- Richard Arnold
- Satoshi Furukawa
- Christopher Gerty

NURC-Habitat-Techniker
- Jim Buckley
- Larry Ward

### NEEMO 14
Zeitraum: 10. bis 24. Mai 2010
Besatzung:
NASA-Aquanauten
- Chris Austin Hadfield
- Thomas Henry Marshburn
- Andrew Abercromby, Unterwasser-Ingenieur
- Steve Chappell, Wissenschaftler

Aquarius Reef Base support crew
- James Talacek
- Nate Bender
- Bill Todd, Mission Director

### NEEMO 15
Zeitraum: 20. bis 26. Oktober 2011 (wegen Unwetter 4 Tage verspätet begonnen, wegen Unwettergefahr (Hurrikan Rina) schon nach 6 Missionstagen abgebrochen)
Besatzung:
NASA-Aquanauten
- Shannon Walker, NASA, Kommandant
- Takuya Ōnishi, JAXA
- David Saint-Jacques, CSA
- Steve Squyres, Cornell University, University of North Carolina, Wilmington, scientific principal investigator für das Mars Exploration Rover Project.

Aquarius Reef Base support crew
- James Talacek, University of North Carolina, Wilmington, professioneller Aquanaut
- Nate Bender, University of North Carolina, Wilmington, professioneller Aquanaut

In DeepWorker U-Boot (Mond- & Asteroidenlandungssimulation):
- Stanley Love
- Richard Arnold
- Michael Gernhardt

Capcoms
- Jeremy Hansen, CSA
- Jeanette Epps, NASA

Während der Mission führte die Mannschaft viele unterseeische „Mondspaziergänge“ durch, um Konzepte für die zukünftige Monderforschung zu prüfen und die neue Navigations- und Nachrichtenausrüstung zu testen.

### NEEMO 16
Zeitraum: 11.–22. Juni 2012
Besatzung:
NASA-Aquanauten
- Dorothy Metcalf-Lindenburger, NASA, Kommandant
- Kimiya Yui, JAXA
- Timothy Peake, ESA, Großbritannien
- Steve Squyres, Cornell University, University of North Carolina, Wilmington, scientific principal investigator für das Mars Exploration Rover Project.

### (NEEMO 17) SEATEST II
Zeitraum / Ort: 9. bis 13. September 2013 / Space Environment Analog for Testing EVA Systems and Training (NEEMO 17)
Besatzung:
NASA Aquanaut Crew
- Joe Acaba, NASA, Kommandant
- Kathleen Hallisey Rubins, NASA, USA
- Andreas Mogensen, ESA, Dänemark
- Sōichi Noguchi, JAXA, Japan
- Thomas Pesquet, ESA, Frankreich

Aquarius Reef Base support crew
- Mark Hulsbeck
- Otto Rutten

### NEEMO 18
Zeitraum / Ort: 9 Tage ab 21. Juli 2014 / Florida Keys (Am 10. Juni 2014 zusammen mit NEEMO 19 angekündigt)
Besatzung:
- Akihiko Hoshide, JAXA, Kommandant

- Jeanette Epps
- Mark Thomas Vande Hei
- Thomas Pesquet, ESA, Frankreich

### NEEMO 19
Zeitraum / Ort: 7. bis 13. September 2014 / Florida Keys
Besatzung:
- Randolph Bresnik, NASA, Kommandant

- Jeremy Hansen, CSA, Kanada, Flight Engineer 1
- Andreas Mogensen, ESA, Dänemark, Flight Engineer 2
- Hervé Stevenin, Leiter der Trainings-Abteilung für Weltraumausstiege am Europäischen Astronautenzentrum in Köln, Flight Engineer 3[5]

Aquarius Reef Base support crew
- Mark Hulsbeck
- Ryan LaPete

### NEEMO 20
Zeitraum / Ort: 20. Juli bis 2. August 2015 / Florida Keys
Besatzung:
- Luca Parmitano Italien/ESA, Kommandant

- Serena Auñón, NASA
- David Coan, NASA EVA Management Office engineer
- Norishige Kanai, Japan/JAXA

Professional habitat technicians, Aquarius Reef Base support crew
- Mark Hulsbeck
- Sean Moore

### NEEMO 21
Zeitraum / Ort: 21. Juli bis 5. August 2016 / Florida Keys
Besatzung
- Reid Wiseman, NASA, Kommandant 1

- Megan McArthur, NASA, Kommandant 2
- Marc O´Griofa, Teloregen/VEGA/AirDocs
- Matthias Maurer, ESA, Deutschland
- Dawn Kernagis, Institute for Human & Machine Cognition
- Noel Du Toit, Naval Postgraduate School

Professional habitat technicians, Aquarius Reef Base support crew
- Hank Stark
- Sean Moore

### NEEMO 22
Zeitraum / Ort: 18. Juni bis 28. Juni 2017 / Florida Keys
Besatzung:
- Kjell Lindgren, NASA, Kommandant

- Pedro Francisco Duque, ESA, Spanien
- Trevor Graff, Jacobs Engineering employee, Planetenwissenschaftler am NASA Johnson Space Center in Houston
- Dominic D’Agostino, Wissenschaftler an der University of South Florida und the Florida Institute for Human & Machine Cognition

Professional habitat technicians, Aquarius Reef Base support crew
- Mark Hulsbeck
- Sean Moore

### NEEMO 23
Zeitraum / Ort: 10. Juni bis 22. Juni 2019 / Florida Keys
Besatzung: Nur-Frauen-Crew
- Samantha Cristoforetti, ESA, Italien, Kommandantin
- Jessica Watkins, NASA Astronaut Kandidatin
- Csilla Ari D’Agostino, Neurobiologin an der University of Southern Florida
- Shirley Pomponi, Marinebiologin am Harbor Branch Oceanographic Institute of Florida Atlantic University